# Loyalty
Loyalty – piąty studyjny album amerykańskiego rapera Fat Joego. Zadebiutował na 31. miejscu notowania Billboard 200. 

## Lista utworów
| #  | Tytuł                    | Producent(ci)            | Wykonawcy                                  |
| -- | ------------------------ | ------------------------ | ------------------------------------------ |
| 1  | "Take a Look at My Life" | Buckwild                 | Fat Joe                                    |
| 2  | "Bust at You"            | The Alchemist            | Birdman, Fat Joe, Scarface, Tony Sunshine  |
| 3  | "Prove Something"        | Cool & Dre               | Fat Joe                                    |
| 4  | "TS Piece"               | Cool & Dre               | Fat Joe, Remy Martin, Tony Sunshine        |
| 5  | "It's Nothing"           | Ty Fyffe                 | Fat Joe, Tony Sunshine                     |
| 6  | "Turn Me On"             | Chink Santana, Irv Gotti | Fat Joe, Ronda Blackwell                   |
| 7  | "Born in the Ghetto"     | Cool & Dre               | Fat Joe, Lamajic                           |
| 8  | "Crush Tonight"          | Precision                | Fat Joe, Ginuwine                          |
| 9  | "Gangsta"                | Armageddon               | Fat Joe                                    |
| 10 | "All I Need"             | Cool & Dre               | Armageddon, Fat Joe, Tony Sunshine         |
| 11 | "Life Goes On"           | Cool & Dre               | Fat Joe                                    |
| 12 | "Loyalty"                | Cool & Dre               | Armageddon, Fat Joe, Prospect, Remy Martin |
| 13 | "We Run This Shit"       | Ron Browz                | Fat Joe                                    |
| 14 | "Shit Is Real Pt. III"   | Teflon                   | Fat Joe                                    |

## Notowania albumu
| Lista (2002)                          | Pozycja |
| ------------------------------------- | ------- |
| U.S. Billboard 200                    | 31      |
| U.S. Billboard Top R&B/Hip-Hop Albums | 11      |

## Single
All I Need
| Lista                            | Pozycja |
| -------------------------------- | ------- |
| Hot Rap Tracks                   | 21      |
| Billboard Hot 100                | 86      |
| Hot R&B/Hip-Hop Singles & Tracks | 35      |

Crush Tonight
| Lista                            | Pozycja |
| -------------------------------- | ------- |
| Rhythmic Top 40                  | 23      |
| Hot R&B/Hip-Hop Singles & Tracks | 29      |
| Billboard Hot 100                | 77      |
| Hot Rap Tracks                   | 17      |